# كسيلوبوليس (ثيسالونيكي)
كسيلوبوليس (Ξυλόπολις) هي قرية في محافظة سالونيك ويبلغ عدد سكانها حوالي 800 مقيم دائم.
تقع في مسافة 46 كم من الطريق الوطني القديم سالونيك - سيريس إلى الغرب من جبل فيرتكوس وعلى ارتفاع 540 مترًا. وهي كومونة تابعة لبلدية لاجاداس، بينما كانت حتى عام 2010 مقر بلدية كابوديستريان في لاخاناس.
كان يطلق عليها ليغوفاني حتى عام 1929. وهي إحدى أقدم المستوطنات في المقاطعة، وقد ذكر وجودها في كتابات بلينيوس الأكبر. ربما يأتي الاسم القديم من الرومان الذين ترجموا كلمة Xyloupoli إلى اللاتينية (وتعني مدينة الخشب).
تم بناء كنيسة كسيلوبولي في عام 1802 وهي مكرسة للقديس جرجس. تكرم الكنيسة الثانية القديس جورج بينما توجد أيضًا كنيسة صغيرة للقديس نيكيتاس تقع عند مدخل القرية.